# Catherine Blake
Catherine Blake, née Boucher (née le 25 avril 1762, morte le 18 octobre 1831) était une femme britannique, épouse du peintre, graveur et poète William Blake, dont elle devint et resta l'assistante tout au long de leur vie commune.

## Biographie
Catherine Boucher naît en 1762. Elle est la fille d'un maraîcher. Elle épouse William Blake alors que celui-ci est âgé de 25 ans et a commencé deux ans plus tôt à exposer des tableaux à la Royal Academy. William apprend à Catherine à lire, à préparer des mélanges de peinture ainsi que des gravures. Ils n'ont pas d'enfants ensemble. Leur mariage est heureux en dépit de périodes de pauvreté. Le mode de vie du ménage est influencé par les habitudes parfois excentriques de Blake, qui s'enferme parfois pour travailler toute une semaine ou part faire des marches d'une quarantaine de miles en une journée. Catherine l'aide souvent dans son atelier mais dit un jour : « J'ai très peu la compagnie de M. Blake ; il est toujours au Paradis ». Catherine joue un rôle important dans la gestion financière des affaires du couple pendant que Blake se consacre à l'écriture et à l'impression.
Catherine et William Blake restent mariés jusqu'à la mort de William Blake en 1827.
Après la mort de William, Catherine Blake travaille pour Frederick Tatham, lui-même artiste et admirateur de Blake. Pendant cette période, elle continue à vendre les œuvres de Blake.

## Rôle dans l'art de William Blake
De nombreux personnages féminins des dessins de William Blake aux silhouettes petites et aux cheveux ondulés semblent s'inspirer de l'apparence de Catherine Boucher. On connaît aussi des portraits de Catherine dessinés par William.
Dans la mythologie personnelle élaborée par Blake au fil de ses poèmes, la figure féminine d'Enitharmon, femme du prophète éternel Los, a souvent été considérée par les critiques comme inspirée en partie par Catherine.